# 위승
위승(衛勝, ? ~ 기원전 142년)은 전한 전기의 제후로, 위위 위무택의 아들이다.

## 생애
고후 5년(기원전 183년), 위무택의 뒤를 이어 악평후(樂平侯)에 봉해졌다.
경제 후2년(기원전 142년)에 죽으니 시호를 공이라 하였고, 작위는 아들 위차가 이었다.

## 출전
- 사마천, 《사기》 권19 혜경간후자연표
- 반고, 《한서》 권16 고혜고후문공신표

| 전임 아버지 악평간후 위무택 | 전한의 악평후 기원전 182년 ~ 기원전 142년 | 후임 아들 위차 |